# Massepha flavimaculata
Massepha flavimaculata là một loài bướm đêm trong họ Crambidae.